# Michel Sima
Michel Sima, pseudonym för Michał Smajewski, född 20 maj 1912 i Slonim i dåvarande Polen, död 12 april 1987 i Largentière i Frankrike, var en fransk skulptör och fotograf.
Michel Sima föddes i en judisk medelklassfamilj i Polen och flyttade 17 år gammal till Paris för att studera skulptur på  Académie de la Grande Chaumière. År 1933 blev han medlem i konstnärsgruppen kring målaren Francis Gruber (1912–48) och arbetade i bland andra  Constantin Brâncușis och Ossip Zadkines ateljéer, samtidigt som han försörjde sig som evenemangsfotograf för olika dagstidningar.
Han kom med i Gertrude och Leo Steins krets och blev vän med konstnärer som Jean Cocteau, Francis Picabia, Paul Éluard, Robert Desnos, Max Ernst och Pierre Tal-Coat (1905–85). År 1936 träffade han också Pablo Picasso. Han deltog under denna period i ett antal grupputställningar i Paris och på Franska rivieran.
Efter den tyska ockupationen av norra Tyskland 1940 flydde han till Vichyfrankrike, men efter tyskarnas ockupation också av södra Frankrike 1942 arresterades han i Golfe-Juan i sin egenskap av utlänning och jude. Han sändes till koncentrationsläger och senare till tvångsarbetsläger. Han kom tillbaka till Frankrike i kraftigt försämrat hälsotillstånd 1945 och bodde då under lång tid i Cannes hos familjen Dor de la Souchère och i Grasse.
I närbelägna Golfe-Juan återträffade han i augusti 1946 Picasso, vilket ledde till att Picasso under en sexmånadersperiod målade i en ateljé, som Dor de la Suchère ställde till förfogande i Château Grimaldi i Antibes. Han tog där ett stort antal bilder av Picasso i arbete med sina verk. som också publicerades i hans bok Picasso à Antibes från 1948. 
Michel Sima, som inte längre hade kraft att skapa skulpturer i stora format, övergick efter råd av Picasso till ägna sig åt fotografi. Han fortsatte också med skulptur i litet format och keramik. Han specialiserade sig på fotoporträtt, inte minst porträtt av konstnärskamrater.
År 1967 flyttade han till departementet Ardèche.